# Semicytherura acuta
Semicytherura acuta is een mosselkreeftjessoort uit de familie van de Cytheruridae. De wetenschappelijke naam van de soort is voor het eerst geldig gepubliceerd in 1912 door Müller.